# Periochi Asgatas
Periochi Asgatas este o arie protejată (arie specială de conservare — SAC, sit de importanță comunitară — SCI, arie de protecție specială avifaunistică — SPA) din Cipru întinsă pe o suprafață de 106,9 ha, integral pe uscat.

## Localizare
Centrul sitului Periochi Asgatas este situat la coordonatele 34°46′07″N 33°15′30″E / 34.7686°N 33.2583°E.

## Înființare
Situl Periochi Asgatas a fost declarat arie de protecție specială avifaunistică în decembrie 2002 pentru a proteja 2 specii de plante și 52 de specii de animale. Alte tipuri de protecție:
- sit de importanță comunitară (în mai 2004)
- arie specială de conservare (în septembrie 2015)[1][2][3]

## Biodiversitate
Situată în ecoregiunea mediteraneană, aria protejată conține 3 habitate naturale: Tufărișuri termo-mediteraneene și de pre-deșert, Sarcopoterium spinosum phryganas, Păduri de pin mediteraneene cu pini mezogeni endemici.
La baza desemnării sitului se află mai multe specii protejate:
- plante (2): Astragalus macrocarpus subsp. lefkarensis, Phlomis brevibracteata
- păsări (51): fâsă de luncă (Anthus pratensis), lăstunul mare (Apus apus), caprimulg (Caprimulgus europaeus), rândunică roșcată (Cecropis daurica), erete de stuf (Circus aeruginosus), erete vânăt (Circus cyaneus), erete alb (Circus macrourus), Clamator glandarius, dumbrăveancă (Coracias garrulus), cuc (Cuculus canorus), lăstun de casă (Delichon urbicum), Emberiza caesia, presură sură (Emberiza calandra), Emberiza melanocephala, măcăleandru (Erithacus rubecula), Falco eleonorae, vânturel de seară (Falco vespertinus), cinteză (Fringilla coelebs), rândunică (Hirundo rustica), Iduna pallida, sfrâncioc roșiatic (Lanius collurio), sfrânciocul cu frunte neagră (Lanius minor), Lanius nubicus, sfrâncioc cu cap roșu (Lanius senator), ciocârlie de pădure (Lullula arborea), prigoare (Merops apiaster), codobatură galbenă (Motacilla alba), muscar sur (Muscicapa striata), Oenanthe cypriaca, Oenanthe isabellina, pietrar sur (Oenanthe oenanthe), grangur (Oriolus oriolus), vrabie negricioasă (Passer hispaniolensis), codroș de munte (Phoenicurus ochruros), codroșul de pădure (Phoenicurus phoenicurus), pitulice de munte (Phylloscopus collybita), pitulice-fluierătoare (Phylloscopus trochilus), mărăcinar (Saxicola rubetra), mărăcinar negru (Saxicola torquatus), sitar de pădure (Scolopax rusticola), turturică (Streptopelia turtur), silvie cu cap negru (Sylvia atricapilla), silvie roșcată (Sylvia cantillans), silvie de câmp (Sylvia communis), silvie-mică (Sylvia curruca), silvie mediteraneană (Sylvia melanocephala), Sylvia melanothorax, mierlă (Turdus merula), sturz-cântător (Turdus philomelos), strigă (Tyto alba), pupăză (Upupa epops)
- mamifere (1): liliacul mic cu potcoavă (Rhinolophus hipposideros)

Pe lângă speciile protejate, pe teritoriul sitului au mai fost identificate 6 specii de plante, 11 specii de păsări, 2 specii de nevertebrate, 4 specii de reptile.